# Aulacus notatus
Aulacus notatus är en stekelart som först beskrevs av Gyöö Viktor Szépligeti 1903.  Aulacus notatus ingår i släktet Aulacus och familjen vedlarvsteklar. Inga underarter finns listade.